# UFC on ESPN: Barboza vs. Gaethje
UFC na ESPN: Barboza vs. Gaethje (também conhecido como UFC on ESPN 2) foi um evento de MMA produzido pelo Ultimate Fighting Championship no dia 30 de março de 2019, no Wells Fargo Center, em Filadélfia, Pensilvânia.

## Background
Este é o terceiro evento do UFC na Filadélfia e o primeiro desde o UFC 133 em agosto de 2011.
A luta na categoria dos leves entre Edson Barboza e o ex-campeão dos leves do WSOF Justin Gaethje serviu de luta principal do evento.
O duelo nos palhas feminino entre Alexa Grasso e Marina Rodriguez estava programado para o UFC Fight Night: Assunção vs. Moraes II. Entretanto, no dia 17 de dezembro foi reportado que Rodriguez saiu do combate devido a uma lesão na mão e o duelo foi remarcado para esse evento. Mas, Grasso acabou saindo da luta devido a uma lesão e foi substituída pela ex-campeã peso palha feminino do WSOF Jessica Aguilar.
A luta nos galos entre o ex-desafiante do peso mosca Ray Borg e Pingyuan Liu estava programado para este evento. Porém, no dia 13 de março, Liu foi substituído pelo estreante Kyler Phillips por razões desconhecidas. Contudo, Phillips foi removido do card no dia 25 de março também por razões desconhecidas e substituído por Casey Kenney.
Nas pesagens, Borg pesou 137.75 libras (62,5 kg) ficando 1.75 libras acima do limite da categoria dos galos de 136 libras (61,7 kg) em lutas que não valem o cinturão. Ele foi punido com a perda de 20% da bolsa que foi para seu adversário Kenney.

## Card Oficial
Nota 1 Nzechukwu perdeu um ponto no round 3 por dedada no olho repetidas vezes 

Nota 2 Rodriguez perdeu um ponto no round 1 por dedada no olho repetidas vezes 

## Bônus da Noite
Os lutadores receberam $50.000 de bônus:
- Luta da Noite:  Justin Gaethje vs.  Edson Barboza
- Performance da Noite:  Jack Hermansson e  Paul Craig